# Restrepia howei
Restrepia howei är en orkidéart som beskrevs av Carlyle August Luer. Restrepia howei ingår i släktet Restrepia och familjen orkidéer.
Artens utbredningsområde är Ecuador. Inga underarter finns listade i Catalogue of Life.